# ۱۰۴۱ (قمری)
۱۰۴۱ (قمری)، هزار و چهل و یکمین سال در گاهشماری هجری قمری است. اول محرم این سال برابر با سی‌ام ژوئیه سال ۱۶۳۱ میلادی است.